# Acanthodelta nubifera
Acanthodelta nubifera är en fjärilsart som beskrevs av Moore 1877. Acanthodelta nubifera ingår i släktet Acanthodelta och familjen nattflyn. Inga underarter finns listade i Catalogue of Life.